# Melanagromyza amaranthi
Melanagromyza amaranthi är en tvåvingeart som beskrevs av Spencer och Havranek 1989. Melanagromyza amaranthi ingår i släktet Melanagromyza och familjen minerarflugor.
Artens utbredningsområde är Venezuela. Inga underarter finns listade i Catalogue of Life.